# 卢恰诺·达拉博纳
卢恰诺·达拉博纳（義大利語：Luciano Dalla Bona，1943年11月8日—），意大利男子自行车运动员。他曾代表意大利参加1964年夏季奥林匹克运动会自行车比赛，获得男子团体计时赛银牌。